# 曹雪涛等人论文调查事件
曹雪涛等人论文调查事件，是指2019年12月9日，中华人民共和国科学技术部、教育部、国家卫生健康委员会、中国科学院、中国工程院、国家自然科学基金委员会共同建立科研诚信建设联席会议联合工作机制，对曹雪涛、李红良、耿美玉、裴钢、饶毅等五人的论文开展调查。2021年1月21日，联合工作机制通报调查结果，指五人的论文均未发现有造假，而曹雪涛、李红良、耿美玉的论文存在“图片误用”，引发网络热议。曹雪濤署名的40篇論文被質疑實驗圖像造假，其中16篇撤稿。

## 背景

### 曹雪涛

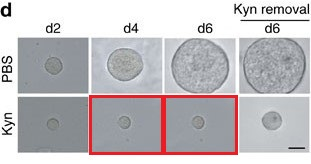
遭到伊丽莎白·比克质疑的一幅插图

2019年11月14日，斯坦福大学博士伊丽莎白·比克在PubPeer指出曹雪涛存在学术不端，有多达40篇署名曹雪涛的论文被质疑实验图像造假。截至2021年6月共16篇撤稿，24篇屬於刊誤。中国工程院和教育部均表示，将对此问题展开调查。

### 李红良、耿美玉、裴钢
2019年11月29日，传言首都医科大学校长饶毅实名举报李红良、裴钢、耿美玉造假，饶毅回应称“没有发出，有过草稿”，国家自然科学基金委表示“正在了解”。方舟子透露称，网传信件为“征求意见稿”，最后的定稿改动很多。

### 饶毅
自然科学基金委曾收到对饶毅教授相关论文涉嫌造假的举报。方舟子称，2019年11月22日，基金委向饶毅所在的首都医科大学发函调查，饶毅在回信中反驳了造假指控。

## 调查
| 现场调查 （作者单位）        |  |
|                              |  |
| 学术评议 （负责部门）        |  |
|                              |  |
| 复核评议 （钟南山等9名院士） |  |

2019年12月9日，在科研诚信建设联席会议框架下，科技部、教育部、卫生健康委、中科院、工程院、自然科学基金委共同建立科研诚信建设联席会议联合工作机制，对五人的论文开展调查。调查分为现场调查、学术评议、复核评议等三个阶段。
现场调查阶段中，作者单位组织力量收集论文的原始实验记录。针对裴钢的论文，中科院制定调查方案，并函请科技部推荐专家，组成调查组。调查组于2020年1月赴中科院分子细胞卓越中心开展现场调查，获取裴钢论文的部分原始实验记录。
学术评议阶段中，负责部门组织专家审核调查情况，提出处理意见。针对裴钢的论文，中科院组成由院科研道德委员会和院学术委员会联合组织的学术评议专家组。2020年3月，专家组通过无记名投票产生评议结论，并向联合工作机制报送。
复核评议阶段中，联合工作机制确定复核专家组组长人选时，被多位专家婉拒，最终于2020年5月成立以钟南山为组长的复核专家组，专家组的9名专家均为生命科学与医学领域的院士。2020年6月、8月，专家组赴相关单位开展实地核查，核验原始实验记录，对专业问题开展质询，听取当事人陈述和申辩。专家组于2020年9月召开会议，进行质证和闭门评议。
2021年1月21日，联合工作机制通报调查结果，指五人的论文均未发现有造假，而曹雪涛、李红良、耿美玉的论文存在“图片误用”。
| 作者   | 篇数 | 调查结论     | 调查结论           | 处理意见         | 处理意见           | 处理意见 |
| 作者   | 篇数 | 是否存在造假 | 是否存在“图片误用” | 取消评审专家资格 | 取消招收研究生资格 | 深刻检查 |
| ------ | ---- | ------------ | ------------------ | ---------------- | ------------------ | -------- |
| 曹雪涛 | 63   | 否           | 较多               | 1年              | 1年                | 是       |
| 李红良 | 21   | 否           | 较多               | 2年              | 2年                | 是       |
| 耿美玉 | 5    | 否           | 少量               | 否               | 否                 | 否       |
| 裴钢   | 1    | 否           | 否                 | 不適用           | 不適用             | 不適用   |
| 饶毅   | 2    | 否           | 否                 | 不適用           | 不適用             | 不適用   |

## 后续事件

### 饶毅继续举报裴钢
调查情况通报后的数小时内，饶毅向中国科学院学部科学道德建设委员会正式举报裴钢的论文涉嫌学术不端。1月26日，道德委公开发布处理意见称，鉴于联合工作机制对该论文已有明确调查结论，对涉及论文的举报不再进行调查。2月1日，联合工作机制有关负责人就此前科技部发布的《有关论文涉嫌造假调查处理情况的通报》中的相关问题做出了回应称：钟南山任复核专家组组长，图片误用与图片造假有本质区别。

### 绿谷制药回应饶毅
2021年1月30日，绿谷制药回应了饶毅关于九期一（GV-971）的质疑，称饶毅的言论毫无事实依据，要求停止名誉损害行为并删除不实言论。

## 反应
据《自然》期刊报道，伊丽莎白·比克对调查结果表示惊讶。比克指曹的一部分论文确实有可能存在图片误用情况，但另一部分论文中图像包含了不自然的元素，她认为误用图片或误标注图像技术上无法解释这些不自然的重复现象。